# わが道
『わが道』（わがみち）は、1974年9月7日に日本で公開された新藤兼人監督の映画。出稼ぎ者が東京で行き倒れ、身元不明人として勝手に医大の解剖実験材料にされた事件の裁判闘争記録『ある告発－出稼ぎ裁判の記録』（佐藤不器ほか、日刊東北社、1972年刊）の映画化。

## 概要
実際の事件は、昭和41年に十和田湖近くの寒村から出稼ぎにきた64歳の川村由松が東京品川の大井町駅で亡くなったが、その身元を証明する所持品があったにもかかわらず、警察と区役所の杜撰な扱いで身元不明人とされ、8か月後には慈恵医大の冷蔵庫で解剖材料にされていたというもの。地元で地方新聞『日刊東北』を出していた佐藤不器の支援で、遺族である妻が青森県と東京都を相手に訴訟を起こし勝訴し、本作はその過程を映画にした。川村夫妻は中国大陸からの引き揚げ者で、故郷の十和田湖で小さな食堂を営んでいたが経営が行き詰り、高度成長期であった当時盛んに行なわれていた出稼ぎに出ていた。映画化にあたっては、原作者の佐藤が映画製作委員会を組織し、近代映画協会、川村セノさんを守る会、青法協弁護士学者合同部会などが協力した。

## スタッフ
- 監督・脚本：新藤兼人
- 製作：高島道吉、佐藤不器、能登節雄、赤司学文
- 撮影：黒田清巳
- 音楽：林光

## キャスト
- 河村ミノ：乙羽信子
- 河村芳造：殿山泰司
- 斉藤：戸浦六宏
- 小早川由美：河原崎長一郎
- 咲子：横山リエ
- 河村美子：小鹿ミキ
- 被告弁護士：岡田英次
- 被告弁護士：渡辺文雄
- 海名：山内明
- 原告弁護士：堀内正美
- 河村清：金井大
- 原告弁護士：辻萬長
- 河村五郎：佐藤英夫
- 星竹夫：松橋登
- 森川先生：河原崎次郎
- 出口警官：松山照夫
- 権藤医師：森本レオ
- 小出署長：佐藤慶
- 河村留吉：森塚敏
- 高木医師：伊丹十三
- 山田巡査部長：織本順吉
- 浜口：大泉滉
- 矢部事務員：藤村有弘
- 河村クメ：東恵美子
- 被告弁護士：松下達夫
- 由美の母：初井言榮
- 葬儀屋：若宮大佑
- 津島課長：原田清人
- 花田吉三：横沢祐一
- 田辺部長：中田浩二
- 中野タマヨ：絵沢萠子
- 大藤士長：江角英明
- 庄司永健
- 岩山看護婦：富山真沙子
- 大木正司
- 原告弁護士：明石勤
- 橋本警部補：梅津栄
- 加地健太郎
- 小川吉信
- 芦田鉄雄
- 咲子の亭主：井上博一
- 花田悦子：潮田昌枝
- 里木佐甫良
- 森川先生の妻：杉浦悦子
- 丹古母鬼馬二
- 神山征二郎
- 医大の教授：小沢栄太郎
- ナレーター：宇野重吉